# حقل زراعي

حقل زراعي خصب.

الحقل الزراعي هو مصطلح يشير إلى أرض محددة مزروعة، أو الأرض التي تأكل فيها الماشية، الحقل من الممكن أن يكون مغطى ببيت زجاجي أو بلاستيكي أو حجري كيف يفيةزىرز

د المادة المزروعة في الحقل.

## صور نماذج

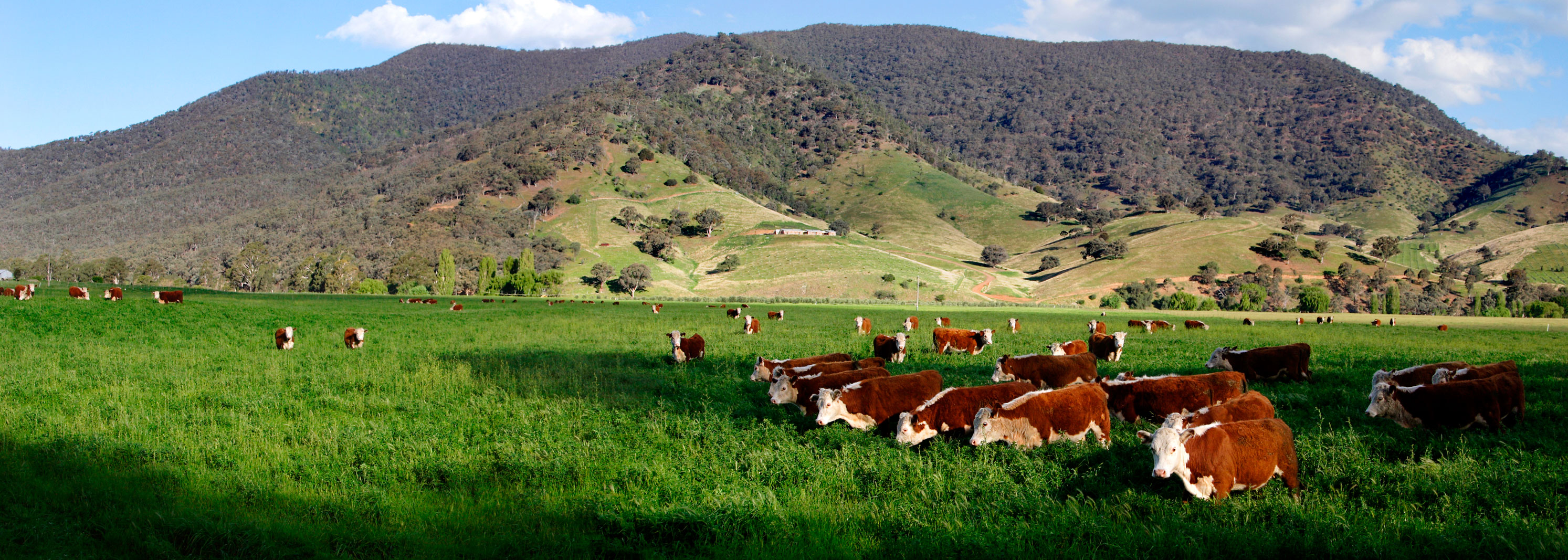
حقل مع مجموعة من الماشية
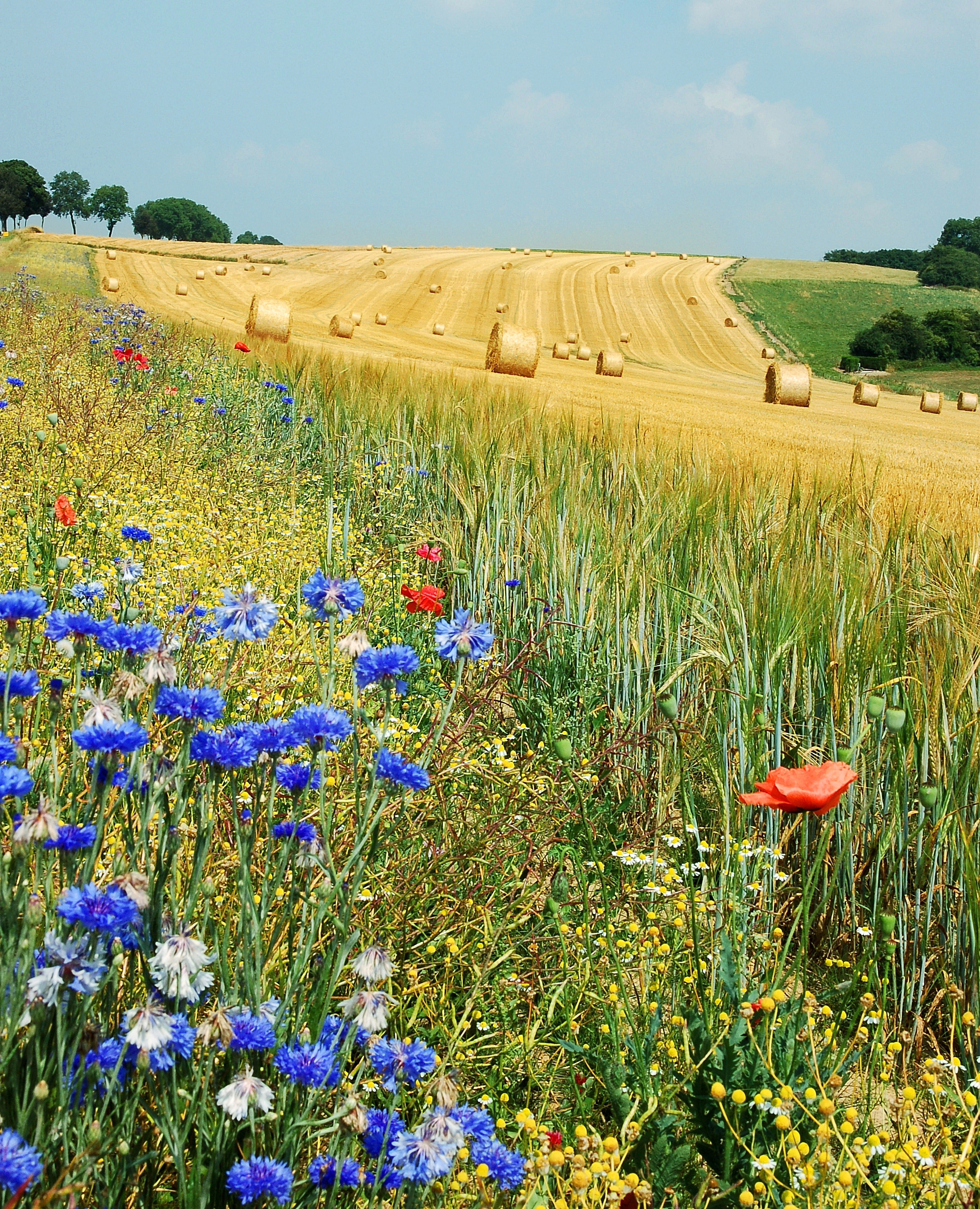
حقل صيفي
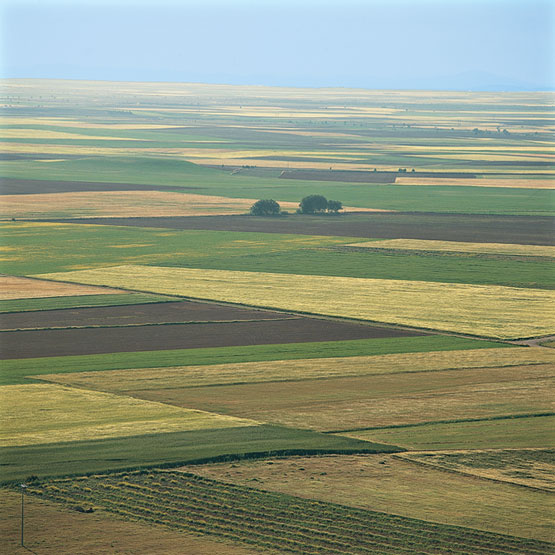
منظر واسع لمجموعة من الحقول
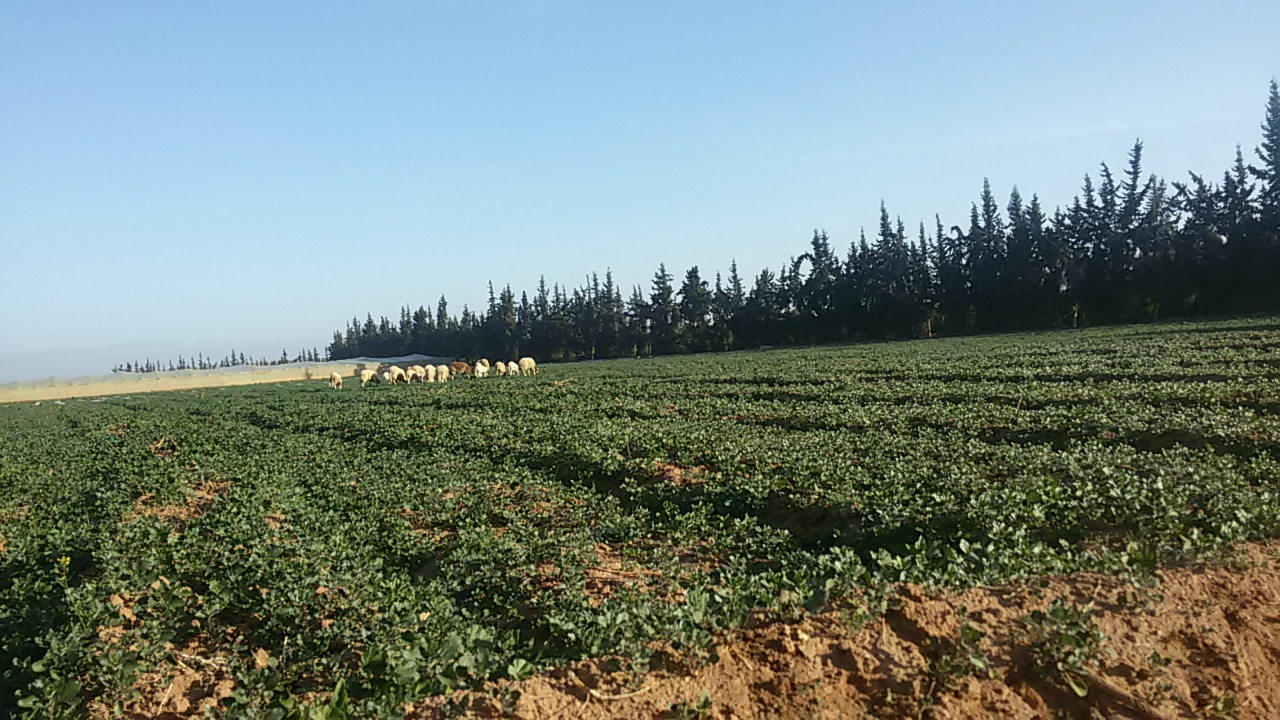
حقل زراعي
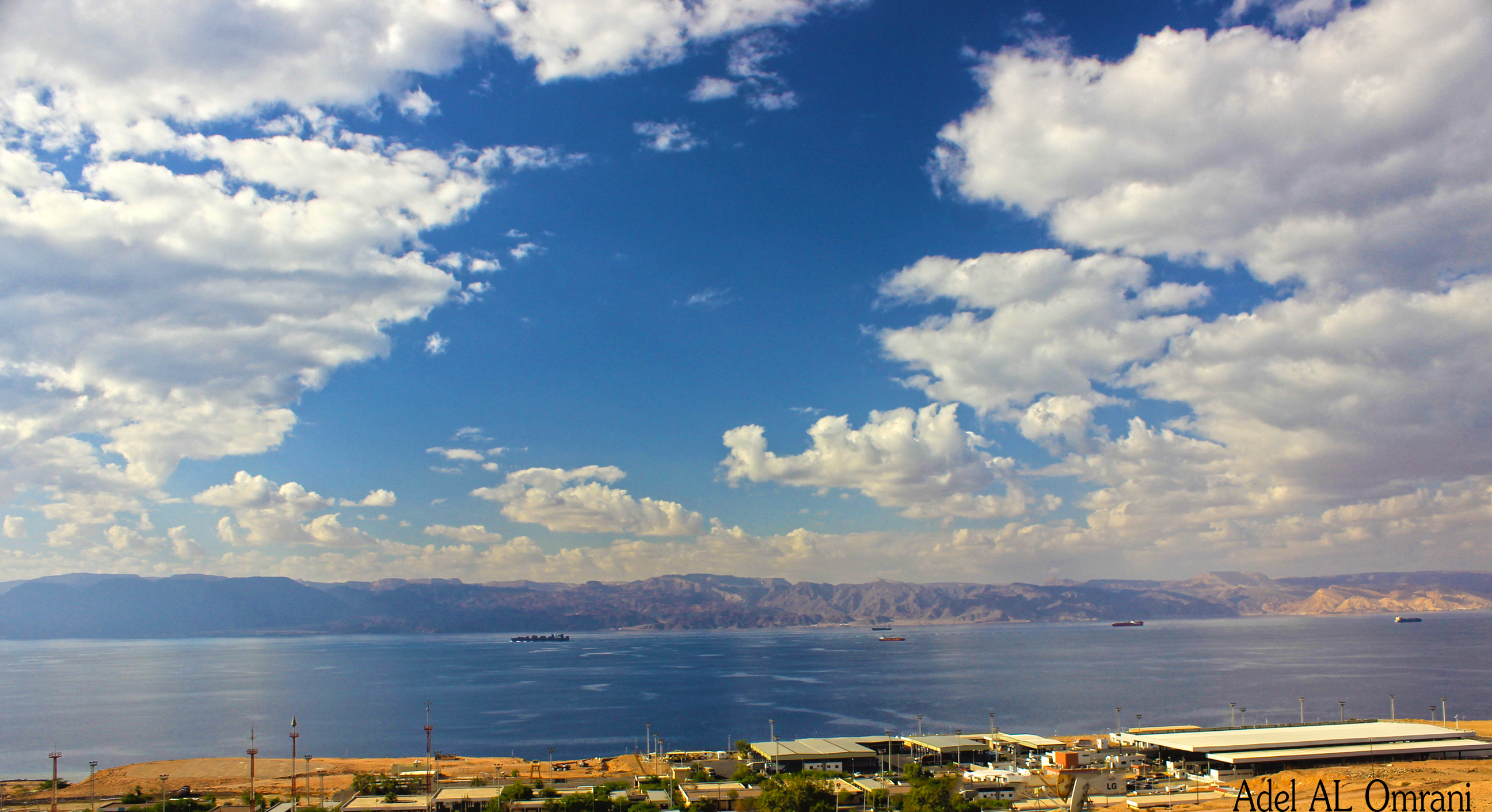
حقل بجانب بحيرة